# Тејлортаун (Северна Каролина)
Тејлортаун (енгл. Taylortown) град је у америчкој савезној држави Северна Каролина.

## Демографија
По попису из 2010. године број становника је 722, што је 123 (-14,6%) становника мање него 2000. године.
| Група             | 2000.       | 2010.       |
| Белци             | 231 (27,3%) | 226 (31,3%) |
| Афроамериканци    | 587 (69,5%) | 469 (65,0%) |
| Азијати           | 2 (0,2%)    | 6 (0,8%)    |
| Хиспаноамериканци | 4 (0,5%)    | 7 (1,0%)    |
| Укупно            | 845         | 722         |